# هالينس
هالينس (بالفرنسية: Hallines)‏ هي بلدية تقع في إقليم باد كاليه من منطقة نور با دو كاليه في شمال فرنسا. تبلغ مساحة هذه المدينة 5.72 (كم²)، وترتفع عن سطح البحر 30 م، يبلغ عدد سكانها 1396 نسمة حسب إحصاء المعهد الوطني للإحصاء والدراسات الاقتصادية سنة 2009 م. وترأس Jean-Claude Noel البلدية خلال فترة (2008-2014).